# Swae Lee
Халиф Малик ибн Шаман Браун (род. 7 июня 1993 года, Инглвуд, США), известный по псевдониму Swae Lee — американский рэпер, певец и автор песен. Он является участником хип-хоп-дуэта Rae Sremmurd вместе со своим братом, выступающим под псевдонимом Slim Jxmmi. В 2017 году он поучаствовал на сингле «Unforgettable» French Montana, который вошел в тройку лидеров на Billboard Hot 100. Его дебютный студийный альбом, Swaecation был выпущен 4 мая 2018 года как часть издания из трех лонгплеев, которое также содержало студийные альбомы SR3MM Rae Sremmurd и Jxmtro Slim Jxmmi. Позже он появился на сингле «Sunflower» из саундтрека к фильму «Человек-паук: Через вселенные», который достиг первого места в Hot 100, став его первым чарт-топпером в качестве сольного исполнителя.

## Жизнь и карьера
Халиф Малик ибн Шаман Браун родился в Инглвуде, штат Калифорния, в семье матери-одиночки, которая работала на танках в армии Соединенных Штатов. Браун вырос в Тупело, штат Миссисипи, и начал заниматься музыкой в старших классах школы вместе со своим братом Слимом Джимми и местным рэпером Лилом Панцем — как Dem Outta St8 Boyz.
После окончания средней школы Браун вместе со своим братом Слим Джимми пережил период бездомности, когда они выживали сквоттингом в заброшенном доме. В 2013 году он и Слим подписали контракт с Майком Уиллом Итэдом, его лейблом EarDrummers Entertainment, как Rae Sremmurd . С тех пор они выпустили три студийных альбома для лейбла EarDrummers: SremmLife 2, SremmLife 2 и SR3MM.
В марте 2015 года Ли был участником сингле Mike Will Made It под названием «Drinks on Us», где также участвовали артисты Future и The Weeknd, и сингл стал его первым в качестве сольного исполнителя. В сентябре 2015 года он поучаствовал на сингле Уиз Халифа «Burn Slow», который достиг 83 места в чарте Billboard Hot 100. Сингл стал его первой сольной записью Ли, попавшей в чарт.
В апреле 2017 года Ли был участником сингла French Montata «Unforgettable». Песня достигла третьего места в Billboard Hot 100, став его первой сольной записью в первой десятке чарта. В сентябре 2018 года Джене Айко включила Брауна на своем треке «Sativa». Два месяца спустя Браун выпустил песню под названием «TR666», совместно с Триппи Реддом.
4 мая 2018 года, спустя почти два года после первого анонса в августе 2016 года, Ли выпустил свой дебютный сольный альбом Swaecation в составе набора из трех альбомов, который также содержал третий студийный альбом Рэ Среммурд, SR3MM и дебютный студийный альбом Slim Jxmmi в качестве сольного артиста Jxmtro.
В октябре 2018 года он участвовал в песне Элли Голдинг и Дипло «Close to Me».
3 ноября 2018 года Ли поучаствовал в песне Поста Мэлоуна «Sunflower» для фильма «Spider-Man: Into the Spider-Verse», которая стала третьей для Мэлоуна и первой песней Ли в качестве солиста, оказавшейся на вершине Billboard Hot 100.
В мае 2019 посотрудничал в сингле «Crave» с Мадонной.
В июле 2021 года участвовал на песне «Genius» с альбома Pop Smoke Faith.

## Дискография

### Студийные альбомы
- Swaecation[англ.][15] (2018)

## Награды и номинации

### Грэмми
Грэмми — это ежегодные награды, присуждаемые Академией звукозаписи, чтобы отметить выдающиеся достижения в музыкальной индустрии на английском языке.
| Год                       | Номинальный / работа          | награда                           | Результат | Примечание |
| ------------------------- | ----------------------------- | --------------------------------- | --------- | ---------- |
| 59th Annual Grammy Awards | «Formation» (как автор песен) | Grammy Award for Song of the Year | Номинация | [ 21 ]     |
| 2019                      | «Sicko Mode»                  | Лучшее рэп-исполнение             | Номинация | [ 22 ]     |
| 2019                      | «Sicko Mode»                  | Лучшая рэп-песня                  | Номинация | [ 22 ]     |

### MTVU Woodie Awards
MTVU Woodie Awards — это награды, присуждаемые MTVU раз в полгода. Отмечают «музыку, за которую проголосовали студенты колледжей».
| Год  | Номинальный / работа | награда          | Результат | Примечание |
| ---- | -------------------- | ---------------- | --------- | ---------- |
| 2017 | Swae Lee             | Автор песен года | Номинация | [ 23 ]     |

### Soul Train Music Awards
Музыкальные награды Soul Train Music Awards — ежегодные награды в честь лучших в чёрных артистов в музыке и развлечениях .
| Год  | Номинальный / работа          | награда                   | Результат | Примечание |
| ---- | ----------------------------- | ------------------------- | --------- | ---------- |
| 2016 | «Formation» (как автор песен) | Премия Эшфорда и Симпсона | Номинация | [ 24 ]     |